# ベツレヘム県

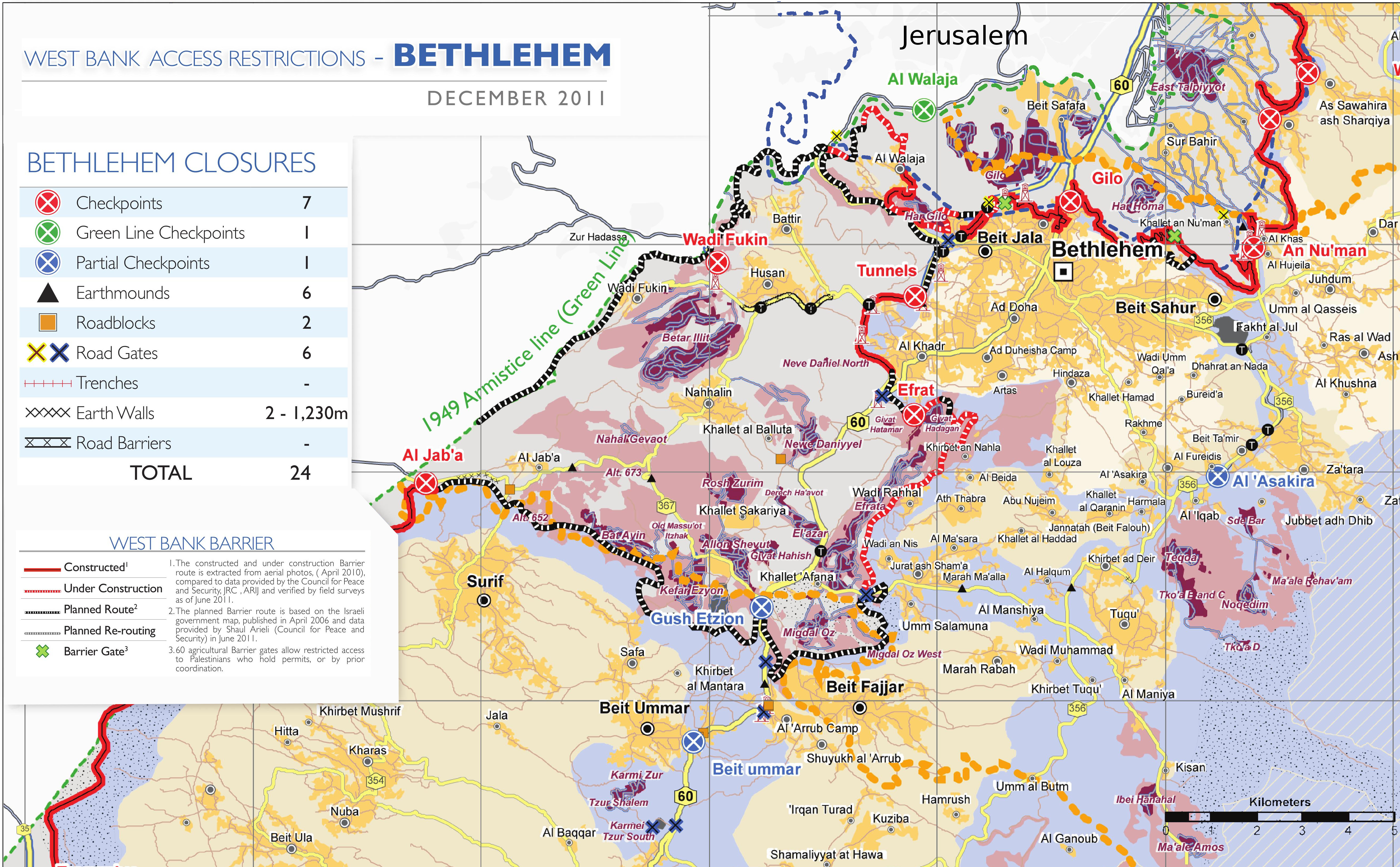
ベツレヘムと分離壁

ベツレヘム県 (アラビア語: محافظة بيت لحم Muḥāfaẓat Bayt Laḥm; ヘブライ語: נפת בֵּית לֶחֶם‎ Nafat Beit Leḥem)は、パレスチナ自治区のヨルダン川西岸地区南部の県。
県都はベツレヘム。
2014年7月1日の人口は21万500人で、西岸地区の7.5%を占め、11県中6位。
面積は659km²で、西岸地区の11.7%を占め、11県中3位。
人口密度は319.4人/km²。
イスラエルが土地の87%を占領している。

## 現状
パレスチナ解放機構によると、2020年現在、ベツレヘム県は依然として87%がイスラエルの占領下にある。県内にはイスラエルの違法なユダヤ人入植地が18存在し、ベツレヘムの市街を取り囲む形になっている。たとえば、ギブ・アット・ハマトス入植地とイスラエルが建築した分離壁により、エルサレムとベツレヘム市街地は分断されている。同様に、マル・エリアス修道院はベツレヘムから切り離された孤島と化している。
2019年には、イスラエルはユダヤ民族基金の資金により、世界遺産・バティールの一部であるアル・マクルールに、新たな入植地を建設した。2020年だけで、イスラエルは県内に5522棟の入植を許可し、また工業団地の建設許可を行った。また、私設のプネイ・ケデム入植地を公認した。また、県内で約1530本のパレスチナ人の林業・農業用樹木が、イスラエルによって伐採された。

## 人口
- 1997年12月10日：13万7286人
- 2007年12月1日：17万6235人
- 2014年7月1日：21万500人

## 隣接県
- 北：エルサレム県
- 東：死海
- 南：南部地区
- 南西：ヘブロン県
- 西：南部地区
- 北西：エルサレム地区

## 主要都市
人口は2014年7月1日の値。
- ベツレヘム：3万200人(県都)
- バティール：4696人

## 政治
左翼政党が盛んで、2006年の選挙ではパレスチナ解放人民戦線とパレスチナ代替党が、全国で最大の得票率を獲得した。

## 難民キャンプ
- アイダ・キャンプ（英語版）
- アッザ・キャンプ（英語版）
- ドハイシャ・キャンプ（英語版）